# 2022年泰國托兒所槍擊案
2022年10月6日，泰国一名前警官班雅·坎拉卜在農磨蘭普府農磨蘭普的托兒所持槍隨機殺人，造成至少39人死亡，其中多數是兒童。槍手於犯案後逃跑，在返家殺死自己的妻兒後，開槍自戕身亡。

## 罪犯
犯案者潘亚·卡姆拉布（Panya Kamrab），34岁，農磨蘭普府居民，那旺县前警长。卡姆拉布的母亲透露，他毕业于兰甘亨大学，获得法学学士学位还曾于警察学院就读。其母亲猜测，他可能从回到農磨蘭普府之后就开始染上毒品。在農磨蘭普府工作期间，卡拉姆布开始出现暴力倾向，曾在同事面前向流浪动物开枪，并导致武器被没收。卡拉姆布于2012年开始担任警察，被指派到家乡農磨蘭普府前于曼谷任职。
卡拉姆布高中时就染上了毒瘾，因為持有毒品而遭解職，並因為毒品案而遭起诉。事发当天，卡拉姆布出席了一个有关其毒品犯罪的法庭听证会，并计划于第二天参加另一个听证会，此外，他曾向一个行政组织提交入职申请但被拒绝，该组织办公地点与他儿子所在的托儿所位于同一楼群。
虽然犯罪动机尚未确定，但警察了解到卡拉姆布正遭受婚姻和经济问题困扰，且已经与妻子分居。据同事回忆，卡拉姆布经常出现情绪波动，说自己不受欢迎。在为一个银行担任警卫时，卡拉姆布曾因睡觉受到经理批评，从而用手枪威胁经理，其后受到指控。他还因被怀疑外遇与妻子发生争执，以及因为举办家庭聚会时过于吵闹与邻居发生争执，事发当天早晨，卡拉姆布就曾与妻子发生过争吵。另有报道称卡拉姆布的儿子在托儿所遭受霸凌，并可能因此造成其女友被当地人疏远。
卡拉姆布在袭击中使用的手枪系通过合法渠道购买，初步调查中，警方并未在其尸体中发现72小时内的毒品残留。

## 事发经过
2022年10月6日11:24(UTC+7)左右，袭击者班雅·坎拉卜驾驶一辆白色皮卡离开住所。根据泰国警方的通报，枪击案发生在中午12:30左右，卡姆拉布先在乌泰沙旺镇托儿所附近枪杀了一对父子，随后进入托儿所对四到五名工作人员发动袭击，造成三人死亡，其中一名死者为已有八个月身孕的教师。数名工作人员逃离现场，而附近目击者则误以为枪声为烟花爆炸。托儿所内共有19名男童、3名女童和两名成人中弹，当场死亡。案发时托儿中心里大约有30个儿童，因豪雨不断出席者比平时少。凶嫌是闯入被锁着的房间犯案，里头有许多儿童正在睡觉。
根据泰国媒体的报道，凶嫌在发动对托儿所的袭击时，还动用了刀子。凶嫌在托儿所枪杀无辜之后，曾驾驶他的白色皮卡车逃亡，经过农恭是县时又开枪杀死另外七人。坎拉卜还用皮卡撞傷两名旁观者，其后又在经过一个村庄时碾死一名村民。到家后，坎拉卜用汽油将皮卡烧毁。警方也曾对凶嫌实施追捕。三名成人在送医途中身亡。
受害者尸体被存放在警察局的棺材內，后被移送至乌隆他尼医院，事发当晚，一些受害者家属在托儿所內接受心理咨询师安慰。

## 受害者
该起事件中共有36人被杀，包括至少24名儿童。死者年龄介于3到69岁之间另有10人受伤。省警察局调查团评论称，大部分死者的死亡都是由枪伤和刀伤综合造成。
部分伤者被送往那格朗医院，另有8人送入农磨兰普医院接受手术治疗。农磨兰普医院医生表示急需为病人输血，因此该医院举行了献血活动。

## 后续
事发后，警方开始对卡姆拉布进行搜寻，并建议周围民众在找到嫌犯之前保持谨慎，泰国总理巴育·占奥差下令相关部门向伤者提供帮助以及对事件展开调查。袭击发生后，刑事侦查局以及泰国准军事部队Arintaraj 26派遣人员到达现场。
10月7日，巴育到达農磨蘭普府探望幸存者以及死者家属。随后当地日托中心关闭，所有政府部门被要求降半旗泰国内政部表明会重新制定枪支管理以及毒品管理相关法律。10月10日，巴育命令执法部门收紧对拥有枪支者的管制以及加大对毒品滥用的打击力度。

## 各界反應

### 泰國
泰国政府一位发言人表示，“总理（帕拉育）已经对罹难者表示哀悼”，同时要求各部门全力以赴，缉捕凶嫌。警方表示，凶嫌在逃亡途中继续开枪滥杀无辜，并且击中多人。凶嫌最后回到自己家中，先开枪打死他的妻子和儿子，而后吞枪自戕。警方又表示，凶嫌在逃离托儿所之后，又打死了12人，其中包括2名儿童和10名成人。这12人中，也包括了凶嫌本人、以及他的妻儿。
国王玛哈·哇集拉隆功将受害者列入王室供养人, 即国王将承担死者的丧葬费用以及伤者的医疗费用，哇集拉隆功还到访了伤者所在医院，并会见了死者的家属。

### 其他
联合国儿童基金会谴责这次袭击，表示必须保证儿童场所的安全，并呼吁媒体及公众不要分享事件相关照片。时任英国首相莉兹·特拉斯和澳大利亚总理安東尼·阿爾巴尼斯也表达了哀悼。美国国务院在新闻稿中对袭击表示谴责，并表示美国愿意提供帮助。
CNN記者被指在未經許可下擅闖犯罪現場拍攝。泰國外國記者協會批評CNN記者擅闖案發現場嚴重違反新聞倫理。10月10日。CNN為此道歉，停播相關報導並下架影片。兩名CNN記者被處以5000泰銖罰款並離開泰國。兩名CNN記者還被指此前持旅遊簽證入境泰國從事新聞工作。